# Remedios Varo

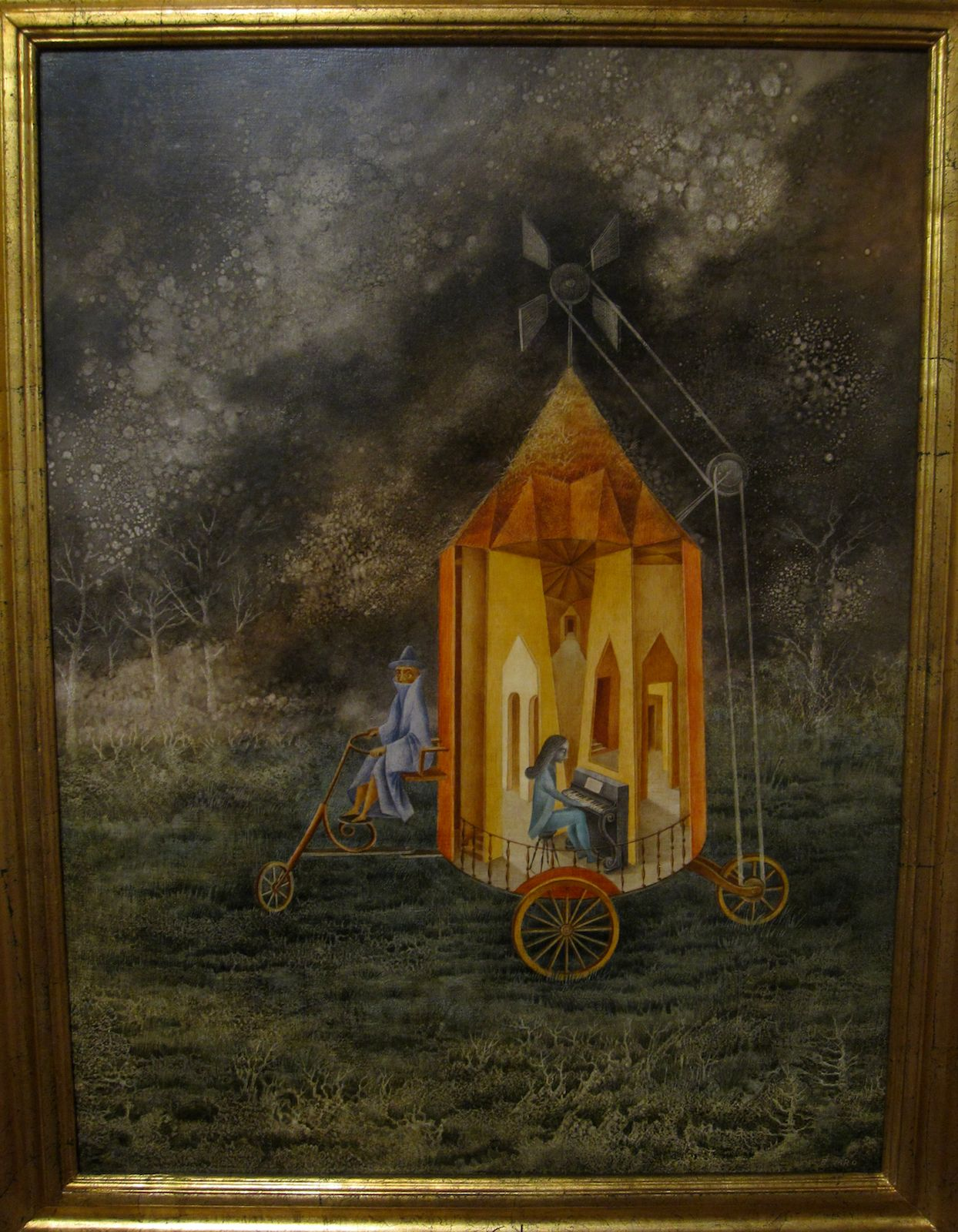
Roulotte, 1956

Remedios Varo (ur. 16 grudnia 1908 w Anglès, zm. 8 października 1963 w Meksyku) – hiszpańska malarka surrealistyczna i artystka fantastyczna.
Jej obrazy określane są jako surrealistyczne, mistyczne i religijne. Często zawierają ukryte znaczenia symboliczne. Do najsłynniejszych dzieł należy Stworzenie ptaków (Creación de las aves). Artystka przedstawiła na nim siedzącą w pracowni kobietę przebraną w kostium sowy. Spod jej pędzla ulatują ptaki; ożywia je światło padające z widocznej za oknem gwiazdy, rozszczepiane przez trójkątny pryzmat.

## Życiorys
Remedios Varo (María de los Remedios Alicia Rodriga Varo y Uranga) urodziła się w katalońskiej wiosce Anglès niedaleko Barcelony. Uczyła się w szkole klasztornej. Od dzieciństwa wykazywała zamiłowanie i zdolności do rysowania. Jej pierwszym nauczycielem rysunku był ojciec Rodrigo Varo y Zajalvo z wykształcenia inżynier.
Gdy miała 15 lat, jej rodzina zamieszkała w Madrycie. W 1924 Varo rozpoczęła naukę w Real Academia de Bellas Artes de San Fernando. W 1930 otrzymała dyplom nauczycielki rysunku. Akademia uczyła tradycyjnej sztuki, ale Varo podczas studiów mieszkała w Residencia de Estudiantes, będącym centrum intelektualnym i kulturalnym Madrytu. Działały tu czołowe postacie hiszpańskiej awangardy literackiej i artystycznej, m.in. F. García Lorca, L. Buñuel, S. Dalí. To tutaj po raz pierwszy zetknęła się z surrealizmem. W 1930 wyszła za mąż za kolegę ze studiów Gerardo Lazárraga. 
Po wybuchu Wojny Domowej w Hiszpanii Varo, która popierała republikanów, wyemigrowała – wraz z rewolucyjnym poetą Benjaminem Péretem, z którym pozostawała w romantycznym związku – do Paryża. Tutaj przyłączyła się do surrealistów z kręgu André Bretona.
Po wybuchu II Wojny Światowej, Varo i Péret uciekli z Paryża do Marsylii, gdzie pod koniec 1941 udało im się zdobyć miejsce na statku Serpa Pinto płynącym do Meksyku, gdzie ostatecznie osiadła.
Na początku wykonywała rozmaite prace komercyjne: ręcznie malowała meble i instrumenty muzyczne dla firmy dekoratorskiej, robiła ilustracje do katalogu firmy farmaceutycznej Casa Bayer, rysowała wizerunki insektów widoczne na opakowaniach zwalczających je preparatów. W 1942, współpracując z Chagallem, zaprojektowała kostiumy do baletu Aleko według poematu Puszkina z muzyką Czajkowskiego w choreografii Léonida Miasina. 
W Meksyku Varo przyjaźniła się z innymi uchodźcami z europejskiego kręgu surrealistów, w tym z artystką Leonorą Carrington, która została jej najbliższą przyjaciółką. Pod koniec lat 40. Varo zaczęła rozwijać swój bardzo osobisty styl. Fascynowała ją tematyka ezoteryczna, alchemia, rosyjski mistycyzm, Tarot i okultyzm. Inspirowały ją obrazy Bruegla i Boscha. 
Remedios Varo namalowała 171 obrazów. Jej prace można zobaczyć w MOMA w Nowym Jorku, w Centrum Pompidou w Paryżu, w Narodowym Muzeum Kobiet w Sztuce w Waszyngtonie D.C, w Museo Nacional Centro de Arte Reina Sofia w Madrycie w Hiszpanii. 
Zmarła na zawał serca w 1963 w Meksyku. 